# Giovanni Battista di Quadro

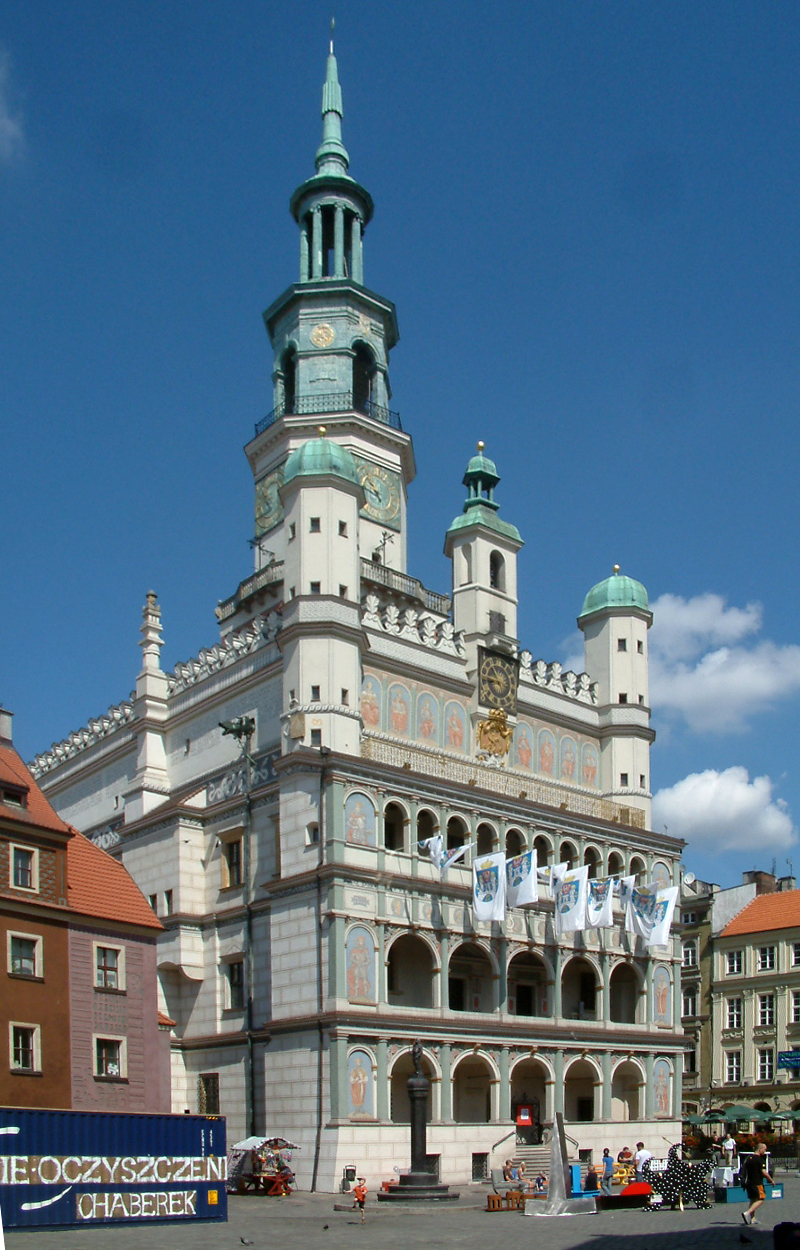
A prefeitura de Poznań

Giovanni Battista di Quadro (Ponte Tresa ou Cadro, ? - Poznań, c. 1590-1591) foi um importante arquiteto italiano, radicado na Polônia, um dos mais famosos em sua geração.
Antes de 1550 pode ter trabalhado na Saxônia e Silésia, mas em 13 de março desse ano assinou um contrato para reformular o prédio da prefeitura de Poznań. No ano seguinte foi consultor das reformas da catedral de Płock. Nessa época também participou da construção do palácio do bispo Benedykt Izdebski em Krobia. Entre 1552 e 1562 foi o arquiteto oficial da cidade de Poznań, mas permaneceu ligado à municipalidade em anos subsequentes, fazendo obras menores, enquanto trabalhava para a nobreza e o clero polaco. Entre 1568 e 1572 trabalhou nas reformas do castelo real de Varsóvia.